# Foxdale AFC
Foxdale AFC is een voetbalclub uit Foxdale, een plaats op het eiland Man.

## Erelijst

### Competitie
- 2e divisie, kampioen in seizoen: 1993-1994

### Beker
- Paul Henry Gold Cup: 1993-94

## Stadion
Het stadion van Foxdale AFC is het Billy Goat Park, gelegen op Stoney Mountain Road in Foxdale. De capaciteit van het stadion is onbekend.